# Serafim av Sarov
Serafim av Sarov, (ryska: Серафим Саровский; kyrkslaviska: Серафї҄мъ Саро́вскїй) född som Prochor Sidorovitj Masjnin (Прохор Сидорович Машнин; Про́хѡръ Сидравичъ Машнинъ) 1754 eller 19 juli 1759 i Kursk, dåvarande Kejsardömet Ryssland, död 1 januari 1833, var en rysk munk och mystiker som levde i klostret i Sarov.
Prochor hade två syskon. En broder och en syster. Hans far arbetade som byggnadsingenjör. Den 20 november 1779 påbörjade Prochor sin munkträning och när han var 28 år gammal fick han avlägga sina klosterlöften. Han fick då namnet Serafim som betyder "flammande". 
Han blev helgonförklarad 19 juli 1903.

## Bilder

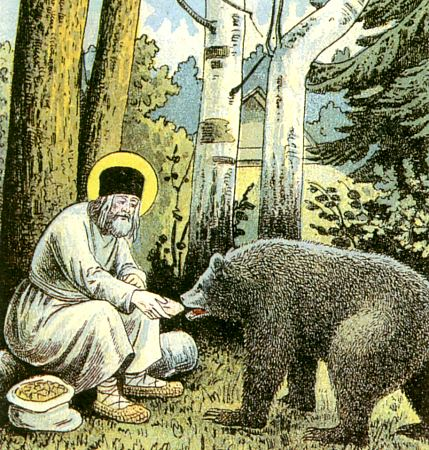
Serafim av Sarov i en del av en litografi Way to Sarov från 1903.